# کریس توماس کینگ
کریس توماس کینگ (انگلیسی: Chris Thomas King؛ زادهٔ ۱۴ اکتبر ۱۹۶۴) یک موسیقی‌دان اهل ایالات متحده آمریکا است. وی از سال ۱۹۸۴ میلادی تاکنون مشغول فعالیت بوده‌است.